# Oklahoma City Blue
Gli Oklahoma City Blue sono una squadra di pallacanestro di Oklahoma City che milita nella NBA Development League, il campionato professionistico di sviluppo della National Basketball Association.

## Storia della franchigia
Fondati nel 2001 ad Asheville come Asheville Altitude, furono tra i membri fondatori della NBA Development League, e con tale nome vinsero le stagioni 2003-04 e 2004-05.
Nel 2005 si trasferirono a Tulsa, assumendo la denominazione di Tulsa 66ers che richiama la famosa U.S. Route 66. Da allora i risultati sportivi furono assai scarsi, con la squadra mai ammessa ai play-off, fino alla stagione 2009-10, quando raggiunse la finale, poi persa con i Rio Grande Valley Vipers.
Nel luglio del 2008 sono stati acquistati dagli Oklahoma City Thunder.
Nel 2014 si trasferirono a Oklahoma City, assumendo la denominazione attuale. Nel 2024 hanno vinto il loro primo titolo dopo la rilocazione ad Oklahoma City, battendo in finale per 2-1 i Maine Celtics.

## Squadre NBA affiliate
Gli Oklahoma City Blue sono affiliati alle seguenti squadre NBA: gli Oklahoma City Thunder.

## Palmarès
- Campione NBA G League: 3

2004, 2005, 2024

## Record stagione per stagione
| Asheville Altitude |                |                |     |     |      | |
| 2001-02            |                | 6°             | 26  | 30  | 46,0 | |
| 2002-03            |                | 5°             | 23  | 27  | 46,0 | |
| 2003-04            |                | 1°             | 28  | 18  | 60,9 | vincono semifinali (Fayetteville) 116-111 vincono D-League Finals (Huntsville) 108-106                           |
| 2004-05            |                | 2°             | 27  | 21  | 56,3 | vincono semifinali (Huntsville) 90-86 vincono D-League Finals (Columbus) 90-67                                   |
| Tulsa 66ers        |                |                |     |     |      | |
| 2005-06            |                | 7°             | 24  | 24  | 50,0 | |
| 2006-07            | Eastern        | 4°             | 21  | 29  | 42,0 | |
| 2007-08            | Southwestern   | 3°             | 26  | 24  | 52,0 | |
| 2008-09            | Southwestern   | 5°             | 15  | 35  | 30,0 | |
| Tulsa 66ers        |                |                |     |     |      | |
| 2009-10            | Western        | 5°             | 27  | 23  | 54,0 | vincono 1º turno (Sioux Falls) 2-1 vincono semifinali (Iowa) 2-1 perdono D-League Finals (Rio Grande Valley) 2-0 |
| 2010-11            | Western        | 3°             | 33  | 17  | 66,0 | vincono 1º turno (Texas) 2-1 perdono semifinali (Iowa) 0-2                                                       |
| 2011-12            | Western        | 6°             | 23  | 27  | 46,0 | |
| 2012-13            | Central        | 3°             | 27  | 23  | 54,0 | vincono 1º turno (Canton) 2-1 perdono semifinali (Rio Grande Valley) 0-2                                         |
| 2013-14            | Central        | 4°             | 24  | 26  | 48,0 | |
| Oklahoma City Blue |                |                |     |     |      | |
| 2014-15            | Southwest      | 2°             | 28  | 22  | 56,0 | perdono 1º turno (Santa Cruz) 0–2                                                                                |
| 2015-16            | Southwest      | 4°             | 19  | 31  | 38,0 | |
| 2016-17            | Southwest      | 1°             | 34  | 16  | 68,0 | vincono 1º turno (Santa Cruz) 2-1 perdono semifinali (Rio Grande Valley) 1-2                                     |
| 2017-18            | Midwest        | 1°             | 28  | 22  | 56,0 | perdono 1º turno (South Bay) 105-125                                                                             |
| 2018-19            | Midwest        | 1°             | 34  | 16  | 68,0 | vincono 1º turno (Salt Lake City) 118-113 perdono semifinali Conference(Santa Cruz) 102-117                      |
| 2019-20            | Midwest        | 1°             | 20  | 22  | 47,6 | |
| 2020-21            | -              | 9°             | 8   | 7   | 53,3 | |
| Regular season     | Regular season | Regular season | 495 | 460 | 51,8 | |
| Play-off           | Play-off       | Play-off       | 14  | 13  | 51,9 | |